# Cratere Ivka
Ivka  è un cratere sulla superficie di Venere.